# Méliphage à tête grise
Ptilotula keartlandi
Espèce
Statut de conservation UICN

 LC  : Préoccupation mineure
Le Méliphage à tête grise (Ptilotula keartlandi, anciennement Lichenostomus keartlandi) est une espèce de passereaux de la famille des Meliphagidae.

## Répartition
Son aire s'étend à travers le centre / nord de l'Australie.

## Taxinomie
À la suite des travaux phylogéniques de Nyári et Joseph (2011), cette espèce est déplacée du genre Lichenostomus vers le genre Ptilotula par le Congrès ornithologique international dans sa classification de référence version 3.4 (2013).
D'après le Congrès ornithologique international, c'est une espèce monotypique.